# Janina Jóźwiak
Janina Jóźwiak (ur. 15 lutego 1948 w Cieślach, zm. 19 lipca 2016 w Warszawie) – polska ekonomistka i nauczycielka akademicka, profesor nauk ekonomicznych, w latach 1993–1999 rektor Szkoły Głównej Handlowej w Warszawie.

## Życiorys
Córka Leandra i Weroniki. W 1970 ukończyła studia z zakresu ekonometrii w Szkole Głównej Planowania i Statystyki. Na tej samej uczelni uzyskiwała kolejno stopnie naukowe doktora (pod kierunkiem Iry Koźniewskiej w 1976) i doktora habilitowanego (w 1986) nauk ekonomicznych. 19 listopada 1993 otrzymała tytuł profesora nauk ekonomicznych.
Zawodowo była związana z Instytutem Statystyki i Demografii SGH jako dyrektorka tej jednostki. Od 1993 do 1999 przez dwie kadencje pełniła funkcję rektora tej uczelni. Była też współpracowniczką Max-Planck-Institut für demografische Forschung i członkinią rady naukowej Środkowoeuropejskiego Forum. Sprawowała funkcje wiceprzewodniczącej Komitetu Badań Naukowych i przewodniczącej Zespołu Nauk Społecznych, Ekonomicznych i Prawnych KBN, prezes Polskiego Forum Akademicko-Gospodarczego, wiceprezes Polskiego Towarzystwa Demograficznego, członkini Centralnej Komisji do Spraw Stopni i Tytułów, przewodniczącej rady Fundacji na rzecz Nauki Polskiej, prezes Stowarzyszenia Edukacji Menedżerskiej (SEM) Forum, honorowej przewodniczącej Komitetu Nauk Demograficznych Polskiej Akademii Nauk, członkini rady Narodowego Centrum Nauki.
Specjalizowała się w zagadnieniach demografii i statystyki, zajmowała się w szczególności modelowaniem dynamiki ludności, metodami ilościowymi analizy demograficznej, badaniem konsekwencji zmian struktur demograficznych. Udzielała się jako ekspertka instytucji i organizacji międzynarodowych, m.in. Komisji Europejskiej. Należała do Towarzystwa Naukowego Warszawskiego.
Pochowana w grobie rodzinnym na cmentarzu w Bodzanowie.

## Odznaczenia
Odznaczona m.in. Krzyżem Komandorskim (1998, za wybitne zasługi w pracy naukowej i dydaktycznej) i Krzyżem Komandorskim z Gwiazdą (2011, za wybitne zasługi w pracy naukowo-badawczej, dydaktycznej i społecznej, za popularyzowanie nauki w Polsce i na świecie) Orderu Odrodzenia Polski.